# Stanisław Andrzejewski (pilot)
Stanisław Jan Andrzejewski (ur. 21 listopada 1916 w Bielawach, zm. 9 października 2002 w Barnstaple hrabstwo Devon) – major pilot Polskich Sił Powietrznych w Wielkiej Brytanii.

## Życiorys
W 1936 zdał maturę w Gimnazjum i Liceum im. Gen. J. H. Dąbrowskiego w Kutnie i w tymże roku wstąpił do Szkoły Podchorążych Rezerwy Lotnictwa w Sadkowie, a następnie do Szkoły Podchorążych Lotnictwa w Dęblinie – absolwent XII promocji, 128 lokata. W czerwcu 1939 został skierowany do 5 Pułku Lotniczego w Lidzie.
W kampanii wrześniowej walczył w 151 eskadrze myśliwskiej wspierając działania Samodzielnej Grupy Operacyjnej „Narew”. 1 września 1939 roku, wraz z ppor. Wiktorem Szulcem i kpr. Tadeuszem Kawałkowskim, stanowił obsadę zasadzki na lotnisku Biel. 5 września wziął udział w walce powietrznej w rejonie Ostrołęki z Dornierami Do 17. Kilkakrotnie wykonywał loty na rozpoznanie. 
18 września przekroczył granicę z Rumunią a następnie przedostał się do Francji. 4 marca 1940 został skierowany na szkolenie do Caen. Latał na samolotach Dewoitine D500 i Morane-Saulnier MS.406. Po zakończeniu szkolenia był dowódcą klucza broniącego Caen. Został ewakuowany do Nantes skąd odpłynął do Plymouth w Wielkiej Brytanii, gdzie dotarł 20 czerwca 1940 roku. Trafił do obozu przejściowego w West Kirby, gdzie przebywał od 26 czerwca do 1 lipca, a później przebywał w obozie w Blackpool do 13 października. Otrzymał nr służbowy RAF P-0165 i odbył szkolenie w 15 EFTS (Elementary Flying Training School) w Hucknall, w 54 OTU (Operational Training Unit) w Church Fenton oraz w 60 OTU w East Fortune. 16 lipca 1941 roku otrzymał przydział do dywizjonu 307. 3 maja 1942 w nocnym locie zestrzelił Ju 88. 9 grudnia 1944 został dowódcą dywizjonu 307. 24 kwietnia 1945 zniszczył na lotnisku samolot Fw-190.
Ożenił się z Daphne Sibyl Hughes-Gibb, arystokratką angielską. 6 lutego 1950 otrzymał obywatelstwo brytyjskie. Dzięki temu mógł dalej służyć w RAF - do 1956. W 1969 przeszedł na emeryturę. Zmarł 9 października 2002 roku i został pochowany na cmentarzu w Northam.

## Zestrzelenia
Na liście Bajana zajmuje 330. pozycję z 1 zestrzelonym samolotem
- 3 maja 1942 - Ju 88

## Ordery i odznaczenia
- Krzyż Srebrny Orderu Virtuti Militari nr 11083[5]
- Krzyż Walecznych
- Medal Lotniczy - trzykrotnie
- brytyjski Air Force Cross